# Selidosema demarginata
Selidosema demarginata là một loài bướm đêm trong họ Geometridae.